# Druga hrvatska nogometna liga 2015-2016
La Druga hrvatska nogometna liga 2015-2016, conosciuta anche come 2. HNL 2015-2016, è stata la 25ª edizione della seconda divisione, la decima consecutiva a girone unico, del campionato di calcio croato.
Il torneo è stato vinto dal Cibalia che così ha ottenuto la promozione in Prva liga. La seconda classificata, il Sebenico ha perso il play-off contro la penultima della categoria superiore, la Istra 1961, perdendo così la possibilità di promozione.
Segesta e Zara sono state le squadre retrocesse.
Il capocannoniere è stato Frane Vitaić (Cibalia) con 15 reti.

## Avvenimenti
Delle 12 squadre della stagione precedente, 1 è stata promossa in 1. HNL e 2 sono state retrocesse in 3. HNL

Dalla divisione inferiore 2 sono state promosse, mentre 1 è stata retrocessa da quella superiore, riportando così l'organico a 12 compagini.

### Formula
- Le 12 squadre disputano 33 giornate, al termine delle quali:
  - La prima classificata viene promossa in 1. HNL 2016-2017 se ottiene la licenza.[2]
  - La seconda classificata, se ottiene la licenza, disputa uno spareggio contro la penultima della 1. HNL 2015-2016.[2]
  - Le ultime tre classificate retrocedono in 3. HNL 2016-2017.[3]

### Calendario
Le 12 partecipanti disputano un girone andata-ritorno (in croato Prvi dio), al termine delle 22 giornate ne disputano ancora 11 (Drugi dio) secondo uno schema prefissato (qui sotto riportato) per un totale di 33 giornate.
| Giornate | Giornate                               | Giornate                               | Giornate                               | Giornate                               | Giornate                               | Giornate                               | Giornate                               | Giornate                               | Giornate                               | Giornate                               |
| --- | -------------------------------------- | -------------------------------------- | -------------------------------------- | -------------------------------------- | -------------------------------------- | -------------------------------------- | -------------------------------------- | -------------------------------------- | -------------------------------------- | -------------------------------------- |
| 23ª | 24ª                                    | 25ª                                    | 26ª                                    | 27ª                                    | 28ª                                    | 29ª                                    | 30ª                                    | 31ª                                    | 32ª                                    | 33ª                                    |
| 1 – 12 2 – 11 3 – 10 4 – 9 5 – 8 6 – 7 | 6 – 12 7 – 5 8 – 4 9 – 3 10 – 2 11 – 1 | 1 – 10 2 – 9 3 – 8 4 – 7 5 – 6 12 – 11 | 5 – 12 6 – 4 7 – 3 8 – 2 9 – 1 10 – 11 | 1 – 8 2 – 7 3 – 6 4 – 5 11 – 9 12 – 10 | 4 – 12 5 – 3 6 – 2 7 – 1 8 – 11 9 – 10 | 1 – 6 2 – 5 3 – 4 10 – 8 11 – 7 12 – 9 | 3 – 12 4 – 2 5 – 1 6 – 11 7 – 10 8 – 9 | 1 – 4 2 – 3 9 – 7 10 – 6 11 – 5 12 – 8 | 2 – 12 3 – 1 4 – 11 5 – 10 6 – 9 7 – 8 | 1 – 2 8 – 6 9 – 5 10 – 4 11 – 3 12 – 7 |
| I numeri rappresentano le squadre dopo la 22ª giornata. Per le prime 6 classificate i numeri corrispondono alle posizioni, per le altre 6 sono invertiti (la 7ª ha il numero 12, la 8ª l'11, la 9ª il 10, etc.) |                                        |                                        |                                        |                                        |                                        |                                        |                                        |                                        |                                        |                                        |

## Squadre partecipanti
| Squadra              | Sede                  | Stadio             | Stagione 2014-15 | Stagione 2014-15 |
| Squadra              | Sede                  | Stadio             | Pos.             | Divisione        |
| -------------------- | --------------------- | ------------------ | ---------------- | ---------------- |
| Zadar                | Zara                  | Stanovi            | 10º              | 1. HNL           |
| Sesvete              | Sesvete, Zagabria     | Sv. Josip Radnik   | 2º               | 2. HNL           |
| HNK Gorica           | Velika Gorica         | Radnik             | 3º               | 2. HNL           |
| Rudeš                | Rudeš, Zagabria       | ŠC Rudeš           | 4º               | 2. HNL           |
| Imotski              | Imoschi               | Gospin Dolac       | 5º               | 2. HNL           |
| Cibalia              | Vinkovci              | Cibalia            | 6º               | 2. HNL           |
| Dugopolje            | Dugopoglie            | Hrvatski vitezovi  | 7º               | 2. HNL           |
| Segesta              | Sisak                 | Gradski            | 8º               | 2. HNL           |
| Lučko                | Lučko, Zagabria       | Lučko              | 9º               | 2. HNL           |
| Hrvatski Dragovoljac | Novi Zagreb, Zagabria | NŠC Stjepan Spajić | 10º              | 2. HNL           |
| Dinamo II            | Zagabria              | Stadio Maksimir    | 1º               | 3. HNL Ovest     |
| Šibenik              | Sebenico              | Šubićevac          | 1º               | 3. HNL Sud       |

## Classifica
Le retrocessioni avrebbero dovuto essere tre, ma la decima classificata mantiene il posto in Druga HNL poiché solo 2 compagini della 3. HNL 2015-16, fra quelle posizionate nei posti utili, hanno ottenuto la licenza.
|                  | Pos. | Squadra              | Pt | G  | V  | N  | P  | GF | GS | DR  |
| ---------------- | ---- | -------------------- | -- | -- | -- | -- | -- | -- | -- | --- |
|                  | 1.   | Cibalia              | 70 | 33 | 20 | 10 | 3  | 53 | 19 | +34 |
|                  | 2.   | Sebenico             | 69 | 33 | 20 | 9  | 4  | 54 | 21 | +33 |
|                  | 3.   | Sesvete              | 52 | 33 | 15 | 7  | 11 | 56 | 40 | +16 |
|                  | 4.   | HNK Gorica           | 47 | 33 | 13 | 8  | 12 | 38 | 39 | −1  |
|                  | 5.   | Rudeš                | 43 | 33 | 11 | 10 | 12 | 47 | 44 | +3  |
|                  | 6.   | Dinamo Zagabria II   | 43 | 33 | 11 | 10 | 12 | 33 | 35 | −2  |
|                  | 7.   | Dugopolje            | 40 | 33 | 11 | 7  | 15 | 38 | 41 | −3  |
|                  | 8.   | Lučko                | 40 | 33 | 11 | 7  | 15 | 40 | 47 | −7  |
|                  | 9.   | Imotski              | 40 | 33 | 11 | 7  | 15 | 39 | 49 | −10 |
|                  | 10.  | Hrvatski Dragovoljac | 40 | 33 | 11 | 7  | 15 | 29 | 39 | −10 |
|                  | 11.  | Segesta              | 38 | 33 | 10 | 8  | 15 | 44 | 54 | −10 |
|                  | 12.  | Zara                 | 23 | 33 | 5  | 8  | 20 | 30 | 73 | −43 |
| Fonte: rsssf.com |      |                      |    |    |    |    |    |    |    |     |

Legenda:

      Promossa in 1.HNL 2016-2017.

  Partecipa agli spareggi promozione/retrocessione.

      Retrocessa in 3.HNL 2016-2017.

      Esclusa dal campionato.
Note:

Tre punti a vittoria, uno a pareggio, zero a sconfitta.
In caso di arrivo di due o più squadre a pari punti, la graduatoria viene stilata secondo la classifica avulsa tra le squadre interessate.

## Risultati

### Tabellone
|                      | Cib  | Seb  | Ses  | Gor  | Rud  | Din  | Dug  | Luč  | Imo  | Dra  | Seg  | Zad  |
| -------------------- | ---- | ---- | ---- | ---- | ---- | ---- | ---- | ---- | ---- | ---- | ---- | ---- |
| Cibalia              | –––– | 1:2  | 1:0  | 2:2  | 0:0  | 1:1  | 2:1  | 1:0  | 1:1  | 5:1  | 3:0  | 2:1  |
| Cibalia              | –––– | —    | 2:1  | 1:0  | —    | 3:0  | —    | 3:1  | 0:0  | —    | —    | 4:0  |
| Sebenico             | 0:1  | –––– | 2:1  | 0:0  | 2:2  | 2:0  | 0:0  | 2:0  | 1:0  | 2:0  | 3:1  | 5:0  |
| Sebenico             | 0:0  | –––– | —    | —    | 2:1  | —    | 2:0  | 3:0  | —    | 3:1  | 1:0  | —    |
| Sesvete              | 0:1  | 4:0  | –––– | 2:1  | 3:0  | 1:0  | 1:0  | 2:0  | 3:0  | 3:1  | 1:0  | 2:0  |
| Sesvete              | —    | 2:0  | –––– | —    | 2:0  | —    | 3:1  | 2:2  | —    | 2:2  | 1:1  | —    |
| HNK Gorica           | 0:0  | 0:3  | 2:0  | –––– | 1:1  | 1:0  | 0:0  | 1:2  | 3:1  | 1:0  | 1:0  | 1:0  |
| HNK Gorica           | —    | 0:0  | 2:1  | –––– | —    | 2:1  | —    | —    | 3:0  | —    | —    | 3:3  |
| Rudeš                | 2:2  | 2:3  | 1:1  | 3:0  | –––– | 0:3  | 2:0  | 3:1  | 0:2  | 2:0  | 3:3  | 3:0  |
| Rudeš                | 1:2  | —    | —    | 4:0  | –––– | —    | 1:0  | 1:4  | 3:0  | —    | —    | 3:0  |
| Dinamo Zagabria II   | 1:1  | 2:1  | 2:2  | 1:3  | 0:2  | –––– | 1:0  | 2:1  | 2:1  | 4:0  | 3:2  | 0:0  |
| Dinamo Zagabria II   | —    | 0:0  | 2:1  | —    | 1:1  | –––– | —    | 0:1  | —    | 0:2  | 2:0  | —    |
| Dugopolje            | 1:0  | 0:3  | 2:2  | 3:1  | 2:1  | 1:0  | –––– | 2:1  | 1:1  | 0:0  | 2:1  | 1:2  |
| Dugopolje            | 1:2  | —    | —    | 2:2  | —    | 0:1  | –––– | 3:0  | 1:4  | —    | —    | 1:0  |
| Lučko                | 0:3  | 0:0  | 3:1  | 3:1  | 0:0  | 0:0  | 3:0  | –––– | 0:0  | 0:0  | 1:2  | 1:0  |
| Lučko                | —    | —    | —    | 0:4  | —    | —    | —    | –––– | 2:4  | 0:1  | 1:1  | 5:0  |
| Imotski              | 1:3  | 0:1  | 2:2  | 2:1  | 1:2  | 3:1  | 0:4  | 1:3  | –––– | 0:0  | 2:1  | 4:2  |
| Imotski              | —    | 1:1  | 0:2  | —    | —    | 2:0  | —    | —    | –––– | 2:0  | —    | 2:0  |
| Hrvatski Dragovoljac | 0:0  | 0:1  | 1:0  | 1:0  | 1:1  | 0:0  | 0:1  | 1:2  | 1:0  | –––– | 1:0  | 5:0  |
| Hrvatski Dragovoljac | 0:2  | —    | —    | 1:2  | 1:0  | —    | 1:0  | —    | —    | –––– | 2:3  | —    |
| Segesta              | 0:2  | 0:4  | 2:1  | 1:1  | 4:1  | 1:2  | 1:0  | 0:3  | 3:1  | 0:2  | –––– | 1:1  |
| Segesta              | 2:0  | —    | —    | 2:0  | 2:2  | —    | 3:3  | —    | 3:1  | —    | –––– | —    |
| Zara                 | 0:3  | 1:4  | 2:5  | 1:0  | 0:0  | 1:1  | 0:5  | 3:0  | 0:1  | 0:0  | 1:2  | –––– |
| Zara                 | —    | 1:1  | 5:2  | —    | —    | 1:1  | —    | —    | —    | 1:2  | 2:2  | –––– |
| Fonte: soccerway.com |      |      |      |      |      |      |      |      |      |      |      |      |

### Calendario
| 1ª giornata, 14.08.2015   |     |
| Zadar - Dugopolje         | 0-5 |
| Imotski - Rudeš           | 1-2 |
| Dinamo II - H.dragovoljac | 4-0 |
| Lučko - Segesta           | 1-2 |
| Gorica - Sesvete          | 2-0 |
| Cibalia - Šibenik         | 1-2 |

| 2ª giornata, 22.08.2015 |     |
| H.dragovoljac - Gorica  | 1-0 |
| Dugopolje - Segesta     | 2-1 |
| Šibenik - Dinamo II     | 2-0 |
| Zadar - Cibalia         | 0-3 |
| Sesvete - Imotski       | 3-0 |
| Rudeš - Lučko           | 3-1 |

| 3ª giornata, 29.08.2015 |     |
| Gorica - Šibenik        | 0-3 |
| Segesta - Rudeš         | 4-1 |
| Cibalia - Dugopolje     | 2-1 |
| Dinamo II - Zadar       | 0-0 |
| Lučko - Sesvete         | 3-1 |
| Imotski - H.dragovoljac | 0-0 |

| 4ª giornata, 02.09.2015 |     |
| Šibenik - Imotski       | 1-0 |
| Sesvete - Segesta       | 1-0 |
| Zadar - Gorica          | 1-0 |
| H.dragovoljac - Lučko   | 1-2 |
| Dugopolje - Rudeš       | 2-1 |
| Cibalia - Dinamo II     | 1-1 |

| 5ª giornata, 05.09.2015 |     |
| Gorica - Cibalia        | 0-0 |
| Lučko - Šibenik         | 0-0 |
| Dinamo II - Dugopolje   | 1-0 |
| Imotski - Zadar         | 4-2 |
| Segesta - H.dragovoljac | 0-2 |
| Rudeš - Sesvete         | 1-1 |

| 6ª giornata, 12.09.2015 |     |
| H.dragovoljac - Rudeš   | 1-1 |
| Zadar - Lučko           | 3-0 |
| Cibalia - Imotski       | 1-1 |
| Šibenik - Segesta       | 3-1 |
| Dinamo II - Gorica      | 1-3 |
| Dugopolje - Sesvete     | 2-2 |

| 7ª giornata, 16.09.2015 |     |
| Sesvete - H.dragovoljac | 3-1 |
| Segesta - Zadar         | 1-1 |
| Rudeš - Šibenik         | 2-3 |
| Lučko - Cibalia         | 0-3 |
| Imotski - Dinamo II     | 3-1 |
| Gorica - Dugopolje      | 0-0 |

| 8ª giornata, 19.09.2015   |     |
| Gorica - Imotski          | 3-1 |
| Dugopolje - H.dragovoljac | 0-0 |
| Šibenik - Sesvete         | 2-1 |
| Zadar - Rudeš             | 0-0 |
| Dinamo II - Lučko         | 2-1 |
| Cibalia - Segesta         | 3-0 |

| 9ª giornata, 26.09.2015 |     |
| H.dragovoljac - Šibenik | 0-1 |
| Imotski - Dugopolje     | 0-4 |
| Sesvete - Zadar         | 2-0 |
| Segesta - Dinamo II     | 1-2 |
| Lučko - Gorica          | 3-1 |
| Rudeš - Cibalia         | 2-2 |

| 10ª giornata, 03.10.2015 |     |
| Gorica - Segesta         | 1-0 |
| Dinamo II - Rudeš        | 0-2 |
| Zadar - H.dragovoljac    | 2-1 |
| Dugopolje - Šibenik      | 0-3 |
| Cibalia - Sesvete        | 1-0 |
| Imotski - Lučko          | 1-3 |

| 11ª giornata, 07.10.2015 |     |
| Sesvete - Dinamo II      | 1-0 |
| Rudeš - Gorica           | 3-0 |
| H.dragovoljac - Cibalia  | 0-0 |
| Lučko - Dugopolje        | 3-0 |
| Segesta - Imotski        | 3-1 |
| Šibenik - Zadar          | 5-0 |

| 12ª giornata, 11.10.2015  |     |
| Segesta - Lučko           | 0-3 |
| Sesvete - Gorica          | 2-1 |
| Dugolpolje - Zadar        | 1-2 |
| Rudeš - Imotski           | 0-2 |
| Šibenik - Cibalia         | 0-1 |
| H.dragovoljac - Dinamo II | 0-0 |

| 13ª giornata, 17.10.2015 |     |
| Gorica - H.dragovoljac   | 1-0 |
| Segesta - Dugopolje      | 1-0 |
| Imotski - Sesvete        | 2-2 |
| Lučko - Rudeš            | 0-0 |
| Cibalia - Zadar          | 2-1 |
| Dinamo II - Šibenik      | 2-1 |

| 14ª giornata, 24.10.2015 |     |
| H.dragovoljac - Imotski  | 1-0 |
| Zadar - Dinamo II        | 1-1 |
| Sesvete - Lučko          | 2-0 |
| Dugopolje - Cibalia      | 1-0 |
| Šibenik - Gorica         | 0-0 |
| Rudeš - Segesta          | 3-3 |

| 15ª giornata, 31.10.2015 |     |
| Gorica - Zadar           | 1-0 |
| Segesta - Sesvete        | 2-1 |
| Dinamo II - Cibalia      | 1-1 |
| Lučko - H.dragovoljac    | 0-0 |
| Imotski - Šibenik        | 0-1 |
| Rudeš - Dugopolje        | 2-0 |

| 16ª giornata, 07.11.2015 |     |
| H.dragovoljac - Segesta  | 1-0 |
| Sesvete - Rudeš          | 3-0 |
| Cibalia - Gorica         | 2-2 |
| Šibenik - Lučko          | 2-0 |
| Dugopolje - Dinamo II    | 1-0 |
| Zadar - Imotski          | 0-1 |

| 17ª giornata, 14.11.2015 |     |
| Gorica - Dinamo II       | 1-0 |
| Segesta - Šibenik        | 0-4 |
| Sesvete - Dugopolje      | 1-0 |
| Imotski - Cibalia        | 1-3 |
| Lučko - Zadar            | 1-0 |
| Rudeš - H.dragovoljac    | 2-0 |

| 18ª giornata, 21.11.2015 |     |
| H.dragovoljac - Sesvete  | 1-0 |
| Zadar - Segesta          | 1-2 |
| Dugopolje - Gorica       | 3-1 |
| Cibalia - Lučko          | 1-0 |
| Šibenik - Rudeš          | 2-2 |
| Dinamo II - Imotski      | 2-1 |

| 19ª giornata, 28.11.2015  |     |
| H.dragovoljac - Dugopolje | 0-1 |
| Sesvete - Šibenik         | 4-0 |
| Lučko - Dinamo II         | 0-0 |
| Segesta - Cibalia         | 0-2 |
| Imotski - Gorica          | 2-1 |
| Rudeš - Zadar             | 3-0 |

| 20ª giornata, 27.02.2016 |     |
| Gorica - Lučko           | 1-2 |
| Cibalia - Rudeš          | 0-0 |
| Zadar - Sesvete          | 2-5 |
| Dinamo II - Segesta      | 3-2 |
| Dugopolje - Imotski      | 1-1 |
| Šibenik - H.dragovoljac  | 2-0 |

| 21ª giornata, 05.03.2016 |     |
| H.dragovoljac - Zadar    | 5-0 |
| Šibenik - Dugopolje      | 0-0 |
| Segesta - Gorica         | 1-1 |
| Sesvete - Cibalia        | 0-1 |
| Lučko - Imotski          | 0-0 |
| Rudeš - Dinamo II        | 0-3 |

| 22ª giornata, 12.03.2016 |     |
| Gorica - Rudeš           | 2-0 |
| Dinamo II - Sesvete      | 2-2 |
| Cibalia - H.dragovoljac  | 5-1 |
| Zadar - Šibenik          | 1-4 |
| Imotski - Segesta        | 2-1 |
| Dugopolje - Lučko        | 2-1 |

| 23ª giornata, 19.03.2016 |     |
| Šibenik - Lučko          | 3-0 |
| Dugopolje - Imotski      | 1-4 |
| Sesvete - H.dragovoljac  | 2-2 |
| Dinamo II - Segesta      | 2-0 |
| Cibalia - Gorica         | 1-0 |
| Rudeš - Zadar            | 3-0 |

| 24ª giornata, 24.03.2016 |     |
| Imotski - Sesvete        | 0-2 |
| Zadar - Dinamo II        | 1-1 |
| Gorica - Šibenik         | 0-0 |
| Segesta - Dugopolje      | 3-3 |
| Rudeš - Lučko            | 1-4 |
| H.dragovoljac - Cibalia  | 0-2 |

| 25ª giornata, 29.03.2016 |     |
| Dinamo II - Rudeš        | 1-1 |
| Cibalia - Imotski        | 0-0 |
| Sesvete - Segesta        | 1-1 |
| Šibenik - H.dragovoljac  | 3-1 |
| Dugopolje - Zadar        | 1-0 |
| Lučko - Gorica           | 0-4 |

| 26ª giornata, 02.04.2016 |     |
| H.dragovoljac - Gorica   | 1-2 |
| Dinamo II - Lučko        | 0-1 |
| Zadar - Sesvete          | 5-2 |
| Imotski - Šibenik        | 1-1 |
| Segesta - Cibalia        | 2-0 |
| Rudeš - Dugopolje        | 1-0 |

| 27ª giornata, 09.04.2016 |     |
| Gorica - Imotski         | 3-0 |
| Šibenik - Segesta        | 1-0 |
| Lučko - H.dragovoljac    | 0-1 |
| Cibalia - Zadar          | 4-0 |
| Dugopolje - Dinamo II    | 0-1 |
| Sesvete - Rudeš          | 2-0 |

| 28ª giornata, 16.04.2016 |     |
| Segesta - Gorica         | 2-0 |
| Dugopolje - Lučko        | 3-0 |
| Zadar - Šibenik          | 1-1 |
| Imotski - H.dragovoljac  | 2-0 |
| Dinamo II - Sesvete      | 2-1 |
| Rudeš - Cibalia          | 1-2 |

| 29ª giornata, 22.04.2106 |     |
| H.dragovoljac - Segesta  | 2-3 |
| Gorica - Zadar           | 3-3 |
| Šibenik - Rudeš          | 2-1 |
| Lučko - Imotski          | 2-4 |
| Cibalia - Dinamo II      | 3-0 |
| Sesvete - Dugopolje      | 3-1 |

| 30ª giornata, 30.04.2016 |     |
| Segesta - Imotski        | 3-1 |
| Dinamo II - Šibenik      | 0-0 |
| Dugopolje - Cibalia      | 1-2 |
| Zadar - H.dragovoljac    | 1-2 |
| Sesvete - Lučko          | 2-2 |
| Rudeš - Gorica           | 4-0 |

| 31ª giornata, 07.05.2016 |     |
| H.dragovoljac - Rudeš    | 1-0 |
| Gorica - Dinamo II       | 2-1 |
| Lučko - Segesta          | 1-1 |
| Šibenik - Dugopolje      | 2-0 |
| Cibalia - Sesvete        | 2-1 |
| Imotski - Zadar          | 2-0 |

| 32ª giornata, 14.05.2016  |     |
| Dinamo II - H.dragovoljac | 0-2 |
| Zadar - Segesta           | 2-2 |
| Rudeš - Imotski           | 3-0 |
| Cibalia - Lučko           | 3-1 |
| Sesvete - Šibenik         | 2-0 |
| Dugopolje - Gorica        | 2-2 |

| 33ª giornata, 21.05.2016  |     |
| Šibenik - Cibalia         | 0-0 |
| Lučko - Zadar             | 5-0 |
| Segesta - Rudeš           | 2-2 |
| Imotski - Dinamo II       | 2-0 |
| H.dragovoljac - Dugopolje | 1-0 |
| Gorica - Sesvete          | 2-1 |

## Classifica marcatori
| Gol |  |  | Giocatore          | Squadra            |
| --- |  |  | ------------------ | ------------------ |
| 15  |  |  | Frane Vitaić       | Cibalia            |
| 14  |  |  | Igor Prijić        | Dugopolje, Segesta |
| 12  |  |  | Ivan Prskalo       | Sesvete            |
| 11  |  |  | Theophilus Solomon | Šibenik            |
| 10  |  |  | Ivan Antunović     | Sesvete            |
| 10  |  |  | Jakov Blažević     | Zadar              |
| 10  |  |  | Ivan Bubalo        | Dugopolje          |

## Spareggi
Il Sebenico sfida la penultima della 1. HNL 2015-2016 (Istria 1961) per un posto nella 1. HNL 2016-2017.
| Squadra 1 | Totale        | Squadra 2   | Andata     | Ritorno    |
| --------- | ------------- | ----------- | ---------- | ---------- |
|           |               |             | 29.05.2016 | 01.06.2016 |
| Sebenico  | 2−2 (4-5 dtr) | Istria 1961 | 1−1        | 1−1        |

Entrambe le squadre rimangono nella rispettiva categoria.